# مصاطب سيبيريا

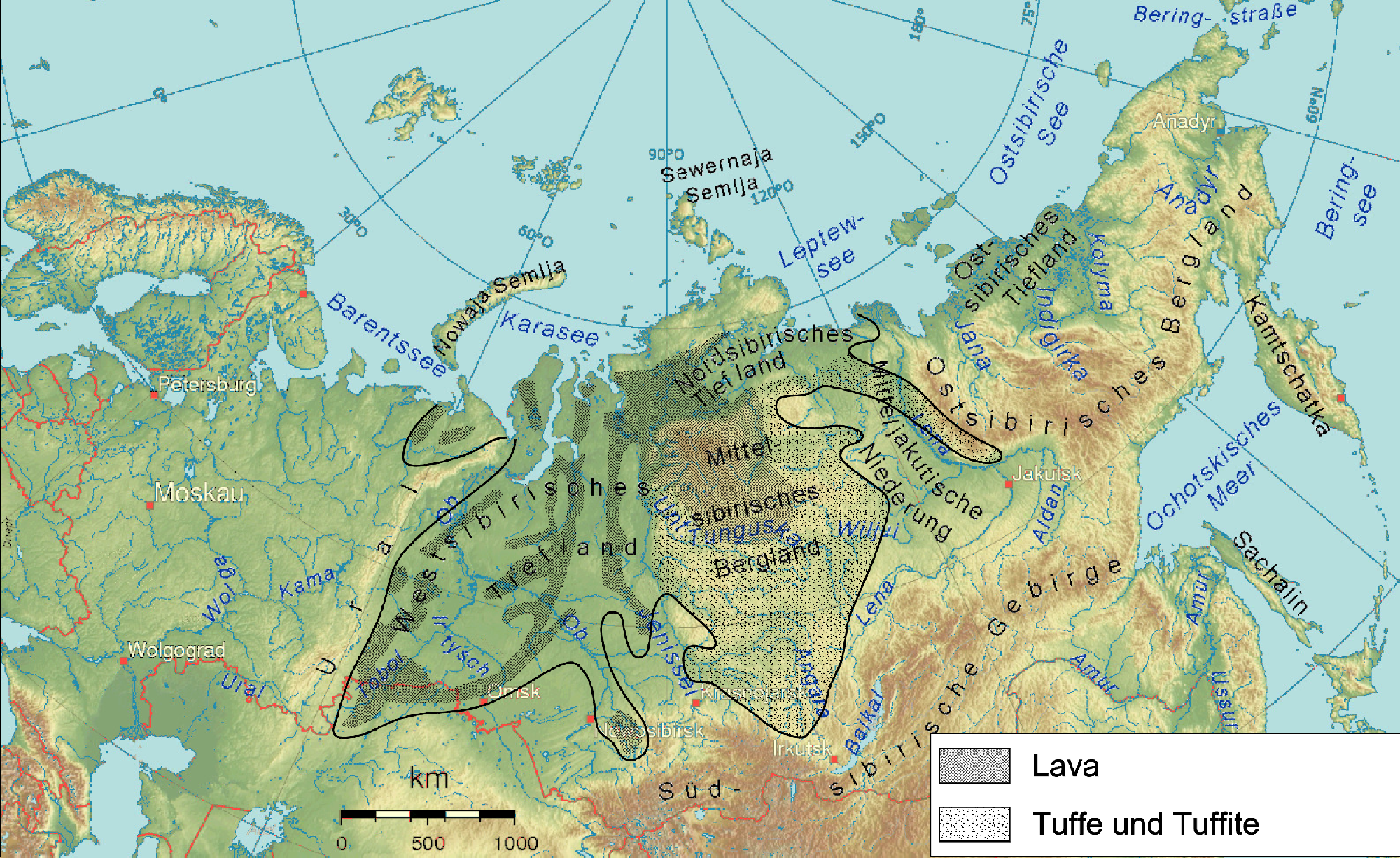
مدى مصاطب سيبيريا (الخريطة باللغة الألمانية)

مصاطب سيبيريا (بالروسية: Сибирские траппы, Sibirskiye trappy) تُشكل منطقة كبيرة من الصخور البركانية، تُعرف بأنها إقليم ناري كبير في سيبيريا، روسيا. تكونت بواسطة ثوران بركاني ضخم هو أحد أكبر الأحداث البركانية المعروفة في الـ500 مليون سنة الأخيرة في تاريخ الأرض الجيولوجي، استمر لمليون سنة وامتد عبر حدود البرمي-الترياسي منذ حوالي 251 إلى 250 مليون سنة مضت.
المصطلح traps مشتق من الكلمة السويدية عن الأدراج (trappa أو trapp) مشيرة إلى التلال الشبيهة بالأدراج أو السلالم التي تشكل المشهد في المنطقة وهو أمر معهود في بازلت الفيضانات.